# Monsterfilm
De monsterfilm is een filmgenre waarin de nadruk ligt op het gevecht van de mensheid in zijn algemeenheid of anders een groepje mensen met een of meer monsters. Het genre wordt vaak als subgenre gezien van de horrorfilm, maar kan ook bij andere genres worden ingedeeld zoals fantasyfilm en sciencefictionfilm.
Monsterfilms bestaan al sinds de vroege jaren 30 van de 20e eeuw. Een van de bekendste voorbeelden uit die tijd is King Kong. In Japan bestaat een apart genre monsterfilms genaamd Kaiju, waarin kolossale monsters centraal staan. Monsters in deze films zijn, in tegenstelling tot de antagonisten in andere horrorfilms, niet altijd verantwoordelijk voor hun daden. 
Monsterfilms bestaan in vele vormen. De oorsprong van het monster uit de film kan sterk variëren zoals een oerwezen dat weer ontwaakt (The Beast from 20,000 Fathoms), buitenaardse wezens (Alien) of  een wezen dat ontstaan is uit een door mensen veroorzaakte ramp. De monsters kunnen soms worden gebruikt als metafoor voor de vernietiging van het milieu door de mens en de gevolgen daarvan. Zo was het filmmonster Godzilla aanvankelijk een metafoor voor de gevolgen van een kernramp. 